# 梦比优斯奥特曼&奥特兄弟
《超人力霸王梅比斯&超人兄弟世紀之戰》（日语：ウルトラマンメビウス&ウルトラ兄弟），是日本特攝節目《超人力霸王梅比斯》於2006年9月16日上映的劇場版作品，此作亦為《超人力霸王系列》誕生40週年紀念電影。
標題為「宇宙最大之敌 复活！迎击、永远的英雄们！」、「归来的超人兄弟！！我们的梅比斯&大电影！！」。

## 概要
於同系列劇集《超人力霸王梅比斯》一樣，該部電影版被定為超人力霸王系列誕生40周年記念作品，也是自《超人力霸王THE NEXT》上映2年之後首部上映的超人力霸王系列電影，在時間軸上，本部電影則設定於電視版第24話之間，在演員方面，則特意使昭和時期的英雄角色登場，並邀請了作為《超人力霸王》、《超人七號》、《歸來的超人力霸王》、《超人力霸王衛司》飾演主角角色的演員黑部进、森次晃嗣、团時朗和高峰圭二回歸演出。
在之後的作品《大決戰!超人力霸王8兄弟》中，則穿插本部電影的部分片段。

### 企劃経緯
最初電影為獨立性質的原創故事線進行發展，在構想上是僅專注於「超人兄弟」作為主角，並以「生活在地球上的的孩子們，將繼承超人兄弟的力量和使命」的方向，但在最後則定案須於《梅比斯》有著相關連動，因此最終則被定義為《梅比斯》的劇場版電影。
在最初的計劃階段，曾計劃是敵人為一支怪獸軍隊，但由於許多昭和作品登場的怪獸已在《梅比斯》之前的劇集《馬克斯》演出，因此最後則將怪獸軍隊更改為以昭和時期登場的敵役宇宙人為主的「宇宙人聯盟」。
曾於《超人力霸王太郎》飾演主角東光太郎的篠田三郎，曾計劃以「在須磨海濱水族園任館長的工作」的設定再登場，但因篠田表示不願出演《太郎》之後作品因而未實現。
由於曾計劃於神戶市拍攝的《超人力霸王THE NEXT》的續篇《Ultraman 2：Requiem》（超人力霸王THE NEXT：安魂曲）被取消製作的緣故，同時也是原定於阪神淡路大地震災後10週年的紀念，本部電影在神戶當局的全面合作下開始拍攝，其中神戶機場，六甲山牧場、神戶港口碼頭（2006年3月31日關閉）、須磨海濱水族園和神戶港住友倉庫也被作為電影的取景地點進行拍攝。

### 製作關聯
雖然本作的時間點設定於TV版第24話之後，但是本部電影拍攝時間則是早於TV版開始。因此對於主演五十嵐隼士來說，這是他作為「日比野未來」的第一場演出，至於在《梅比斯》登場的CREW GUYS JAPAN，則是在TV版第2話開拍後進行電影的拍攝。
本部電影的開拍日期為2005年11月24日，並在2006年1月19日殺青。
考慮到回歸原點，因此本作登場的超人力霸王面部則未使用常見的C型，而是採用1966年初登場時較為凹凸不平的A型，在後來於TV版第46話登場時則變成C型的造型。
飾演女主角神宮寺彩的演員伊藤愛子，過去曾飾演《爆龍戰隊暴連者》的女主角樹蘭琉。
在2005年12月7日中舉辦的超人力霸王系列誕生40周年記念活動中，除了邀請本作登場的演員角色出席外，也邀請了曾在昭和系列擔當重要角色的演員樱井浩子 菱美百合子 星光子和池田駿介出席參與，他們四人過去在昭和系列出演的片段也在本部電影的部分片段穿插。
在电影上映前的规划时，东京急行电铁与东急9000系电车来作为超人力霸王列车，在橫濱的东横线・港未來線、涩谷站-横滨站-元町・中华街站间运行。

## 故事大綱
在超人力霸王梅比斯降临地球的20年前，超人力霸王、超人七號、超人力霸王傑克和超人力霸王衛司在約月球面与究极超兽 U杀手萨乌鲁斯进行了一番苦战，最终在萨乌鲁斯飞向地球时将其击坠。为了防止坠入神户海底的萨乌鲁斯复苏，四个超人戰士消耗大量光能量使用“最终十字屏障”将萨乌鲁斯封印，也因耗能过多失去了变身的能力而滞留在地球。
时光回转到现在，距離超人力霸王梅比斯来到地球已经半年了。感觉到神户海底有不详征兆的日比野未来独自一人驾机前往神户调查，并得到了神宫寺彩的协助，进而遇见了神宫寺彩的弟弟神宫寺启人。
然而這時佐菲卻发来超級签名，告知有宇宙人要破坏“最终十字屏障”的封印。同時，宇宙人聯盟則乘坐看不见的飞碟来到了神户….

## 登場的怪兽·宇宙人

### 亚波人相关
异次元人 亚波人
究极超兽 U杀手萨乌鲁斯
究极巨大超兽 U杀手萨乌鲁斯·新

### 宇宙人联合
极恶宇宙人 帝国星人
凶恶宇宙人 扎拉布星人
分身宇宙人 嘎次星人
暗杀宇宙人 纳克尔星人

### 其他
宇宙凶险怪兽 基路伯
回忆中出场。《梦比优斯奥特曼》电视版第20集中出现的那一个个体。

#### 登場演員
- 日比野未來 - 五十嵐隼士
- 神宫寺启人 - 田中碧海（日语：田中碧海）
- 神宮寺彩 - 伊藤愛子（日语：いとうあいこ）

歷代超人力霸王的人間體
- 早田進 - 黒部進
- 諸星彈 - 森次晃嗣
- 鄉秀樹 - 団時朗
- 北斗星司 -高峰圭二

CREW GUYS JAPAN
- 相原龍 - 仁科克基
- 斑鳩丈二 - 渡邊大輔
- 風間真理奈 - 齊川愛（日语：齊川愛）
- 天谷好美 -  平田彌里
- 久世鐵兵 - 内野謙太（日语：内野謙太）
- 迫水真吾 - 田中實 (消歧義)

其他角色
- 市民 -  美國小龍蝦（日语：アメリカザリガニ）（柳原哲也，平井善之）
- 神戸市長・松永 - 堀内正美（日语：堀内正美）
- 副市長・幸田 - 布川敏和（日语：布川敏和）
- 市長秘書・綠川- 山田玛利亚
- 海洋學藝員・廣川正義 -風見慎吾（日语：風見しんご）
- 應援市民 - 冰川清志※特別演出
- 群衆・作業員 - 小中和哉（日语：小中和哉）
- 現場監督 - 鈴木清
- 樱井浩子 （友情出演）
- 菱美百合子 （友情出演）
- 星光子（日语：星光子）（友情出演）
- 池田駿介（日语：池田駿介）（友情出演）

#### 聲演
- 佐菲- 田中秀幸
- 超人力霸王太郎-石丸博也
- 扎拉布星人-青野武
- 嘎次星人-ピストン西澤（日语：ピストン西澤）
- 纳克尔星人-中尾隆聖
- 帝国星人-郷里大輔
- 亚波人-玄田哲章
- 管制官-洞内秀（日语：洞内秀） 、多田あやか
- ガヤ-関智一

## 製作團隊
- 監督・特技監督 --小中和哉（日语：小中和哉）
- CGI監督 - 板野一郎
- 監修 - 円谷一夫（日语：円谷一夫）
- 製作 -大山茂樹（日语：大山茂樹）、川城和実（日语：川城和実）、柴崎誠、仲田隆司、秋山創一、庄野久、板橋徹、横田清、原裕二郎、関一郎
- 製作人- 鈴木清（電影導演）（日语：鈴木清 (映画監督)）
- 製片 - 久保聡、竹中一博、伍賀一統、山西太平、武藤博昭、寶諸明、丸澤滋（日语：丸澤滋）、岡崎剛之（日语：岡崎剛之）、小林敬宜
- 脚本 - 長谷川圭一
- 攝影 - 高橋創
- 照明 - 和泉正克
- 美術導演 - 大澤哲三
- 美術設計師 - 稲付正人
- 装飾 - 山下順弘
- 録音 - 浦田和治
- 音響効果 - 岡瀬晶彦（日语：岡瀬晶彦）、中村翼、小林直人（日语：小林直人）
- 操演 - 根岸泉
- 助監督 - 日暮大幹
- 殺陣 - 車邦秀（日语：車邦秀）
- 編集 - 松木朗
- 攝影紀錄 - 山内薫（日语：山内薫）
- 鑄件 -  安藤實（日语：安藤実 (プロデューサー)）
- 製作擔當 - 松野拓行
- 音楽 - 佐橋俊彦
- 音楽製作人 - 玉川静
- 音楽監督 - 熊田和生
- 「ウルトラマンメビウス&ウルトラ兄弟」製作委員会（圓谷製作、萬代影視、萬代、萬普、電通、電通テック（日语：電通テック）、ディーライツ（日语：ディーライツ）、小學館、中部日本放送、松竹）
- 制作協力 - 神戶市、神戶電影事務所
- 配給 - 松竹株式会社

## 音樂
主題曲：《未来》
作詞：MIKURO
作曲：和也
編曲：京田誠一
歌：冰川清志
插曲：《believe〜あきらめないで〜》
作詞：MIKURO
作曲：藤井宏一
編曲：亀山耕一郎
歌：KIYOSHI